# Predictive Model Markup Language
El Predictive Model Markup Language (PMML) es un lenguaje de marcado de texto XML desarrollado por el Data Mining Group (DMG) para proveer a las aplicaciones una manera de definir modelos relacionados con los análisis predictivos y la minería de datos para compartir estos modelos entre las aplicaciones PMML.
PMML provee a las aplicaciones independientes un método para definir modelos donde los problemas de propiedad y de incompatibilidades no son una barrera para intercambiar dichos modelos entre las aplicaciones. Esto permite a los usuarios desarrollar modelos en las aplicaciones de proveedores y utilizar las aplicaciones de otros proveedores para visualizar, analizar, evaluar o incluso utilizar dichos modelos directamente. Anteriormente, esto era muy difícil, pero con PMML, el intercambio de modelos entre aplicaciones de diferentes proveedores es ya un hecho.